# Molí de Sant Anastasi
El Molí de Sant Anastasi és una obra al barri de la Bordeta de Lleida inclosa a l'Inventari del Patrimoni Arquitectònic de Catalunya. Era mogut per la séquia del Fontanet. És el darrer vestigi de l'antic poble de Vilanoveta de Fontanet. Conserva les dimensions originals que incloïen el graner i l’habitatge del moliner. Des de 2022 les plantes baixes formen part del Museu de l'Aigua. A les plantes superiors hi ha salec comunitàries.

## Descripció
Es tracta d'un edifici d'eixample de caràcter suburbà, de planta baixa i tres pisos. La façana presenta una composició massissa, amb els buits disposats en línies alineades que reflecteixen l'estructura constructiva. Es veu el tractament de pell contínua i arrebossada. Els baixos són fets de carreus de pedra, mentre que als pisos es veu la fàbrica de totxos. L'estructura consta de fusta com a matèria primera i les teules de la coberta són àrabs.

## Història
Per tal de poder moldre blat de la Bladeria Municipal, la Paeria disposava del molí de Cervià, el molí de Casa Gualda i el molí de Vilanova de l'Horta. Aquest darrer rebrà el nom posteriorment de Sant Anastasi i l'any 1500 fou propietat de misser Miquel Mahull. El 1564 es varen establir certs compromisos amb els hereus de misser Mahull, que revertiren la propietat al municipi.
El 1995 la Paeria va adquirir el molí. La imatge en estil barroc de Sant Anastasi de damunt de la porta principal i que avui es troba a l'Arxiu Arqueològic de Lleida va ser reemplaçat per una còpia el 2023. La placa probablement va ser recuperada d'unes de les portes del barri de la Magdalena, quan les muralles van ser enderrocades.
Després d'obres de rehabilitació, el 2022 va obrir com a part del Museu de l'Aigua. A l'interior es va conservar una part del maquinari original. A la segona plana hi ha l'exposició permanent «El riu fa horta» sobre el Segre i les hortes històriques de les Terres de Lleida. Hi ha dues sales polivalents a les plantes dos i tres que es cedeixen a entitats socials i culturals. S'espera trobar les peces que manquen, per fer tornar el molí de nou.